# Loretokapelle (Düsseldorf-Bilk)

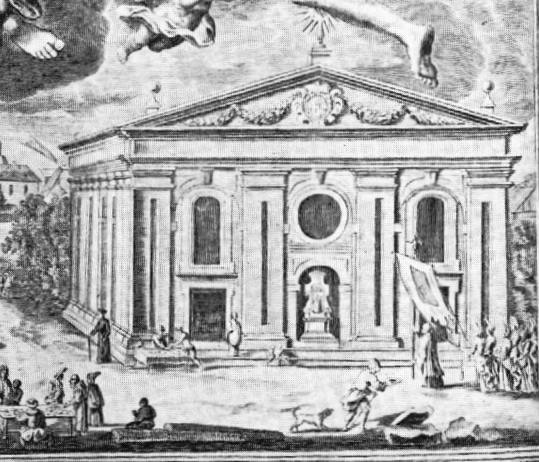
Ursprüngliche Tempelfassade der Loretokapelle, Abbildung vom Ende des 17. Jahrhunderts

Die Loretokapelle war ein Kirchengebäude im Stil der toskanischen Renaissance im heutigen Düsseldorfer Stadtteil Unterbilk.
Das Bauwerk an der Kreuzung der Bilker Allee mit der Lorettostraße wurde 1685 errichtet und 1894 abgebrochen.

## Geschichte

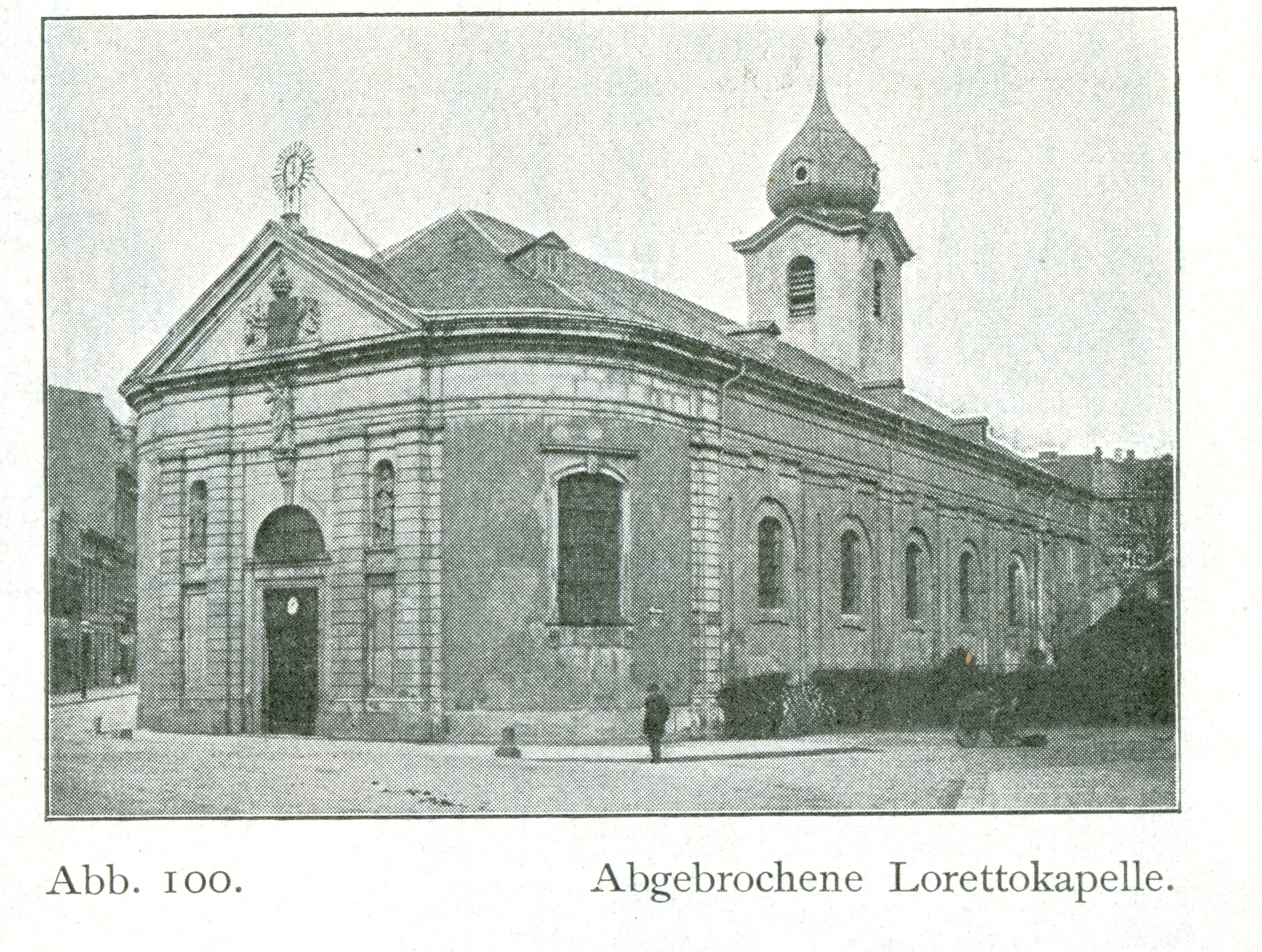
Die um die Vorhalle (1740) erweiterte Loretokapelle vor dem Abbruch 1894

Maria Anna Josepha, die erste Frau des Herzogs Johann Wilhelm II. von Jülich und Berg, veranlasste im Jahre 1682 den Bau einer kleinen Kapelle in Bilk zur Verehrung der Madonna von Loreto (Loretokapelle). Sie steht in engem Zusammenhang mit dem vom neuburgischen Herrscherhaus Bergs geförderten gegenreformatorischen Wirken der Jesuiten. Diese hatten an der Düsseldorfer Mühlenstraße die Andreaskirche, ihr Kloster und ein Kolleg errichtet. 1685 war der ihnen als Ziel einer örtlichen Loretowallfahrt dienende Sakralbau fertiggestellt. Johann Wilhelms zweite Frau, Anna Maria Luisa de’ Medici, unterstützte 1698 einen vergrößerten Neubau der Kapelle finanziell. Johann Wilhelms Bruder und Nachfolger Karl III. Philipp veranlasste im Jahre 1740 eine nochmalige Erweiterung, dabei erhielt der Sakralbau eine neue Fassade und Vorhalle. Ausmalungen führte Anton Wisselinck aus. Die Kapelle löste 1812 die alte Bilker Martinskirche als Pfarrkirche ab. Sie wurde zugunsten des Neubaus der Pfarrkirche St. Martin (1894–1896) abgebrochen.

## Beschreibung
Die Loretokapelle war ein massiver Bau im Stil der toskanischen Renaissance, ursprünglich orientiert an der einfachen Grundform des griechischen Tempels. Die mit vier Pilasterpaaren geordnete Hauptfassade war dabei in drei Fensterachsen gegliedert; über dem umlaufenden Architrav erhob sich ein girlanden- und wappengeschmücktes Tympanon. Bei der Mitte des 18. Jahrhunderts veranlassten Umgestaltung wurde der Hauptfassade eine Vorhalle mit gerundeten Ecken und einer kleineren Giebelfassade in barocken Formen vorgeblendet. Auch das Dach wurde umgestaltet. Der Sakralraum war in drei gleich breite, überwölbte Schiffe untergliedert. Die Gewölbe wurden von schweren Pfeilern getragen. Über der Vierung erhob sich ein massiver, zwiebelgekrönter Vierungsturm.

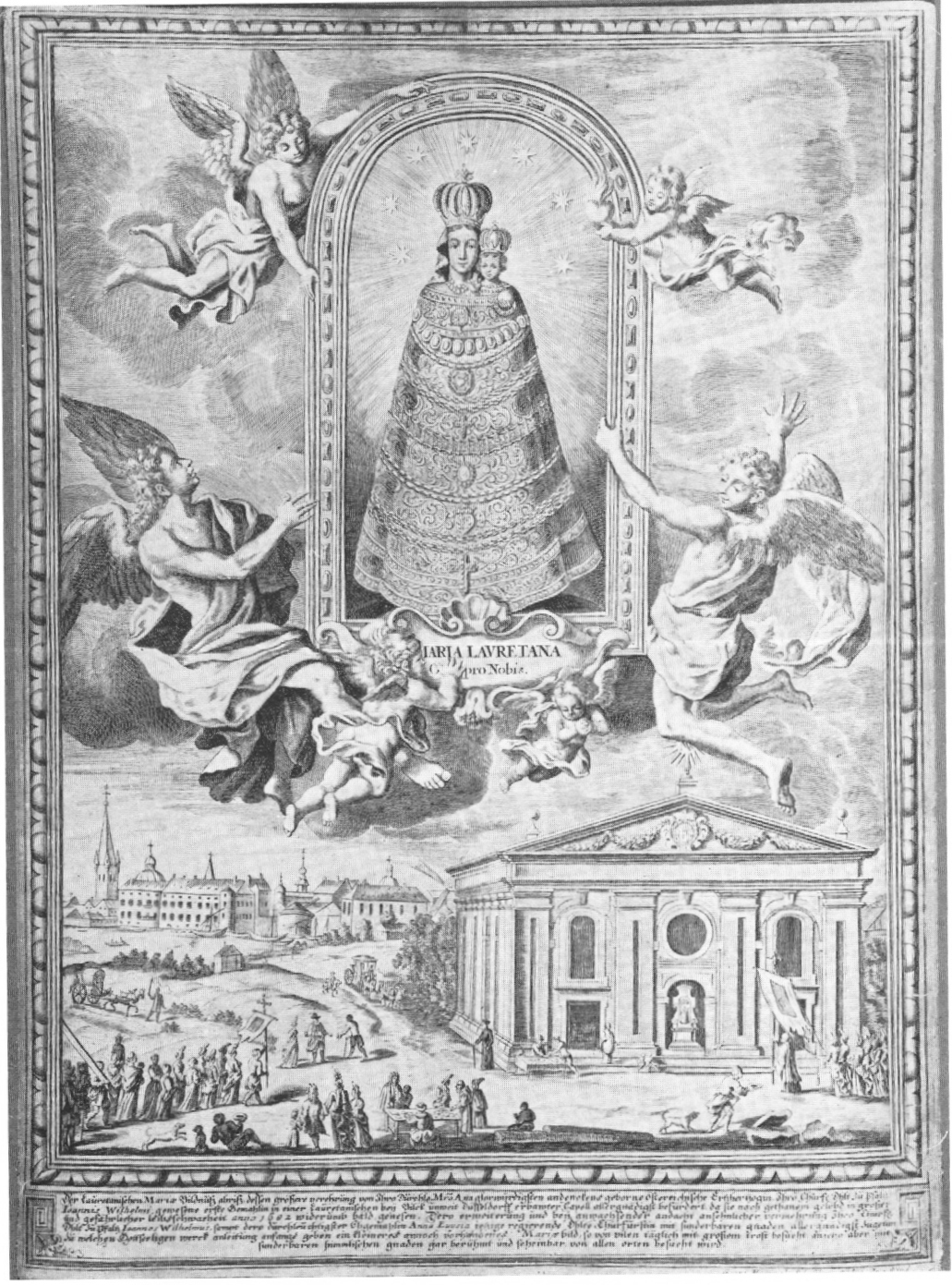
Stifterbild, unten rechts die erste Loretokapelle von 1685
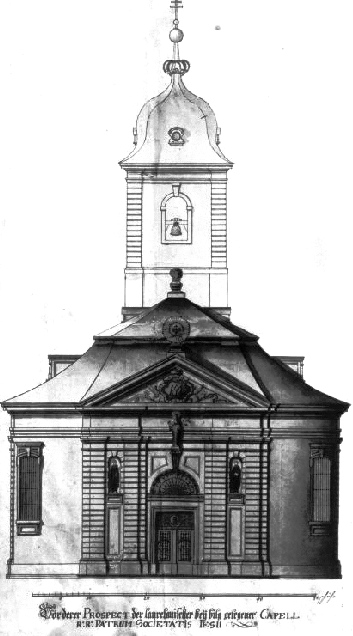
Die um die Vorhalle (1740) erweiterte Loretokapelle, Zeichnung
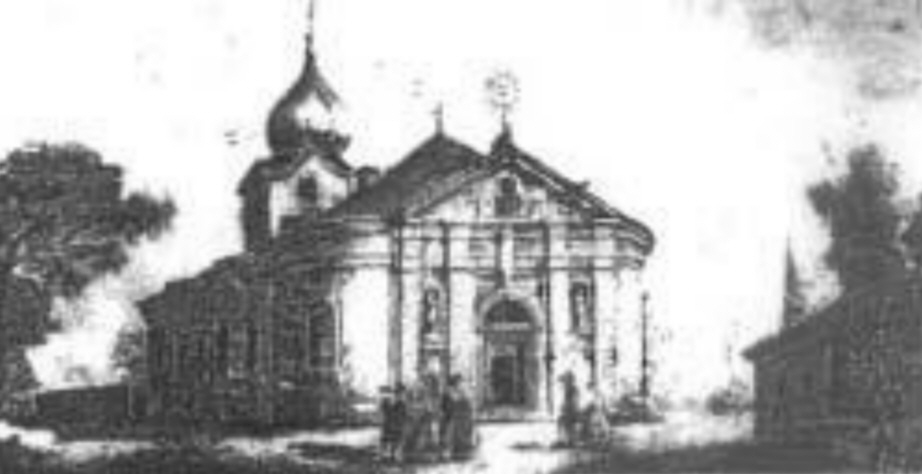
Darstellung der Loretokapelle auf einem Ölgemälde des 18. Jahrhunderts
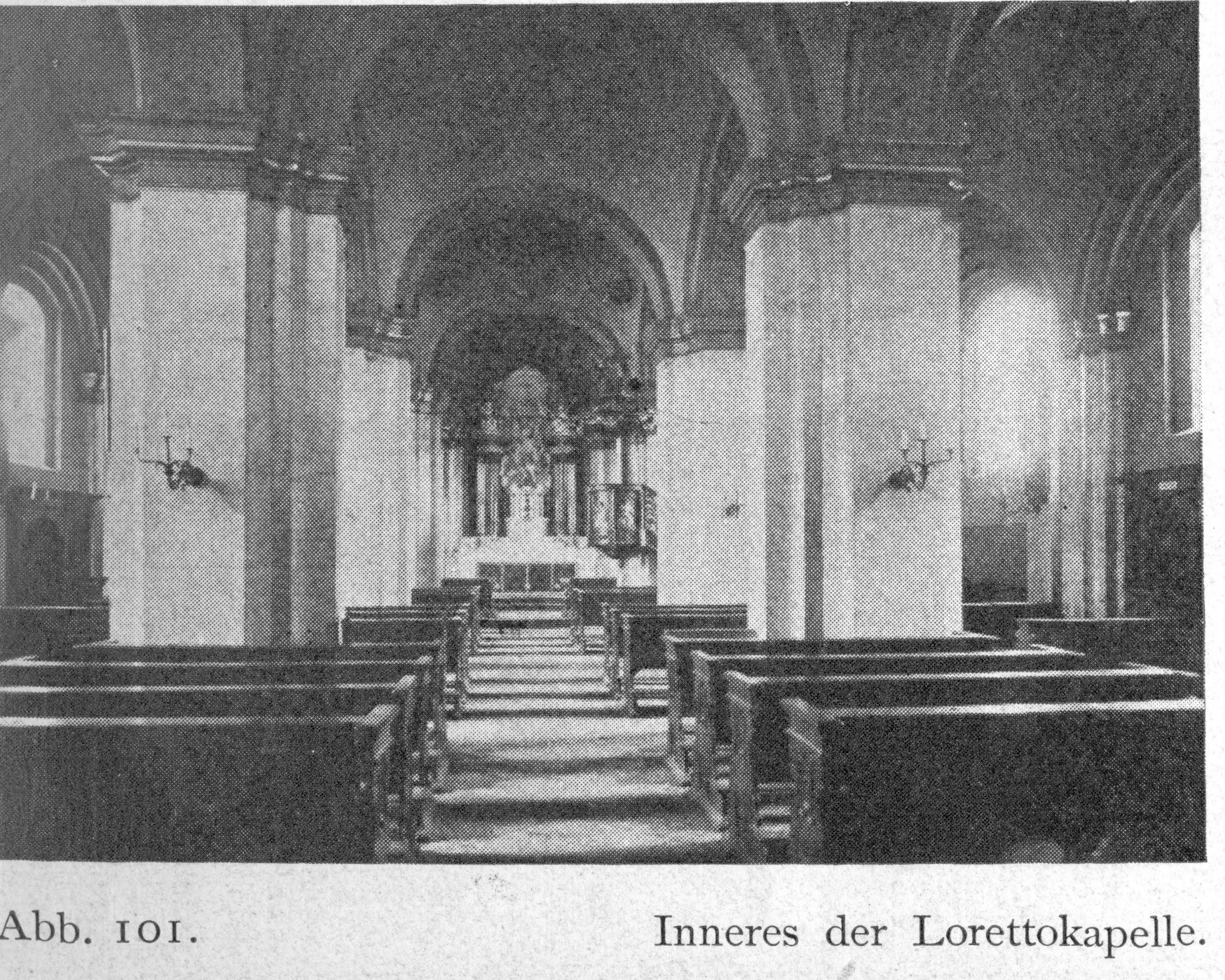
Die erweiterte Kapelle von 1740, innen